# Enprostil
Enprostil je sintetički prostaglandin koji je sličan sa dinoprostonom. Enprostil je veoma potentan inhibitor sekrecije želudačne HCl.

## Literatura
- Toshina, K.; Hirata, I.; Maemura, K.; Sasaki, S.; Murano, M.; Nitta, M.; Yamauchi, H.; Nishikawa, T.; Hamamoto, N. (2000). „Enprostil, a Prostaglandin-E2 Analogue, Inhibits Interleukin-8 Production of Human Colonic Epithelial Cell Lines”. Scandinavian Journal of Immunology. 52 (6): 570—5. PMID 11119262. doi:10.1046/j.1365-3083.2000.00815.x.
- Tari, Akira; Hamada, Masanori; Kamiyasu, Toshiki; Sumii, Koji; Haruma, Ken; Inoue, Masaki; Kishimoto, Shinya; Kajiyama, Goro; Walsh, John H. (1997). „Effect of enprostil on omeprazole-induced hypergastrinemia and inhibition of gastric acid secretion in peptic ulcer patients”. Digestive Diseases and Sciences. 42 (8): 1741—6. PMID 9286243. doi:10.1023/A:1018825902055.
- Ching, C. K.; Lam, S. K. (1995). „A comparison of two prostaglandin analogues (enprostil vs misoprostol) in the treatment of acute duodenal ulcer disease”. Journal of Gastroenterology. 30 (5): 607—14. PMID 8574332. doi:10.1007/BF02367786.

## Spoljašnje veze
|  | Molimo Vas, obratite pažnju na važno upozorenje u vezi sa temama iz oblasti medicine (zdravlja). |